# ウラジーミル・ヤロスラヴィチ (ガーリチ公)
ウラジーミル・ヤロスラヴィチ（ウクライナ語: Володимир Ярославич、ロシア語: Владимир Ярославич、1151年 - 1198年もしくは1199年）は、ガーリチ・ロスチスラフ家(ru)（ヤロスラフ1世の孫のロスチスラフの子孫）出身者としては最後のガーリチ公となった人物である。ガーリチ公：1187年 - 1188年、1189年 - 1199年。ヤロスラフ・オスモムィスルと、ユーリー・ドルゴルーキーの娘のオリガとの間に生まれた、唯一の正統の男子である。

## 生涯
1166年、父のヤロスラフによって、チェルニゴフ公スヴャトスラフの娘・ボレスラヴァとの結婚が取り持たれた。1172年、父のヤロスラフはウラジーミルの母オリガを遠ざけ、あるボヤーレ（貴族）の娘のアナスタシヤを愛人とした。ヤロスラフとアナスタシヤの間にはオレグという子が生まれた。一方、ウラジーミルは母と共にポーランドへ逃れた。しかしボヤーレたちがウラジーミルとオリガを呼び戻すよう要請し、ウラジーミルらは父の元に戻った。この後、同年（1172年）に父の元からヴォルィーニのルーツクへと出奔した。しかし、父のヤロスラフはポーランドの傭兵部隊と共にヴォルィーニへ侵入し、ルーツク公ヤロスラフに対し、ウラジーミルの保護を止めるよう強要した。ウラジーミルはポロシエに送られ、そこから妻の父・スヴャトスラフのチェルニゴフへ、その後に父の元へ送り返された。
1182年、ウラジーミルは再び父の元から逃れ、ヴォルィーニ公国へと向かった。しかしヴォルィーニ公ロマンはウラジーミルを受け入れず、またイングヴァリのドロゴブージュでも拒否された。その後トゥーロフ、スモレンスクを経て、姉妹が嫁いでいたノヴゴロド・セヴェルスキー公イーゴリの領土であるプチヴリに逗留した。ウラジーミルはプチヴリで2年間を過ごした後にガーリチへ戻った。
1187年、父のヤロスラフが死去した。ヤロスラフの遺言によって、ガーリチ公は私生児のオレグ（上記のアナスタシヤの子）に譲られた。ウラジーミルはボヤーレの援助のもと、正統な後継者ではないとしてオレグをガーリチ公から退けた。しかし、これはかつてウラジーミルが、父から似たような理由で遠ざけられたことと立場を逆にするものである。B.A.ルィバコフ(ru)は、ウラジーミルがこのような行為を成せたのは、この時のウラジーミルは独立した統治者となっており、かつてのウラジーミルとは力関係が異なっていたからであるとみなしている。
ウラジーミルはヴォルィーニ公ロマンに招かれガーリチ公についた。また、ハンガリー王ベーラ3世から支援の確約を得た。しかしベーラ3世はこの力関係を移用して、ガーリチ公にウラジーミルではなく、自分の息子のアンドラーシュ2世を据えた。ウラジーミルはハンガリーの捕虜となった。なおこのウラジーミルの不在中、ロスチスラフとグレプという人物がガーリチを手に入れようとしたが不首尾に終わっている。一方、ウラジーミルはハンガリーから逃れ、年間2000グリヴナの支払いを条件に、神聖ローマ帝国皇帝フリードリヒ1世と、ポーランド王国からの援助を得ることに成功した。1189年の初めに、ウラジーミルはガーリチ公位を確立した。その後、強国であったウラジーミル大公国のフセヴォロドに、保護の要求を申し出た。フセヴォロドはこの要求に同意し、ガーリチ公位は他の公の誰にも請求できないことを神の名の元に宣誓した。
ウラジーミルの死後、ガーリチ・ロスチスラフ家は途絶えた。ウラジーミルには2人の非嫡出の子がいたが、1218年の直前までハンガリーで言及されている。ガーリチ公位はヴォルィーニ公ロマンが得た。それは、ガーリチ・ヴォルィーニ公国への統合の始まりであった。

## 妻子
- 1人目の妻：チェルニゴフ公スヴャトスラフの娘・ボレスラヴァ[2]。
- 2人目の妻：名前は不明。子には以下の人物がいる。
  - ヴァシリコ(ru)：1187年 - 1188年の間に、ヴォルィーニ公ロマンの娘のフェオドラと結婚した。
  - ウラジーミル（イヴァン）